# イラク国民会議
イラク国民会議 (イラクこくみんかいぎ、The Iraqi National Congress、INC、アラビア語:المؤتمر الوطني العراقي) は、イラクの政党連合。
当初はアメリカの米中央情報局の支援によって結成されたサッダーム・フセイン政権に反対する亡命イラク人による反体制派組織として発足。発足当初の主な加盟組織は、イラク・イスラム革命最高評議会(SCIRI、イスラム主義)、イラク国民合意(INA、世俗主義)、立憲君主運動(CMM、イラク王位継承権主張者シャリーフ・アリー・イブン・アル＝フセインの王党派)、ダアワ党、イラク共産党、クルディスタン民主党(KDP)、クルディスタン愛国同盟(PUK)等である。
しかし、その後組織内部で分裂を引き起こしたために見限られ、その後は国防総省が後ろ盾となっていた。
INC代表のアフマド・チャラビーは、アメリカのネオコン指導者の一人、国防政策委員会のリチャード・パールやポール・ウォルフォウィッツ元国防副長官とつながりがある。

## 関連記事
- イラク
- イラク戦争
- イラク統治評議会